# Operatie Amsterdam
Operatie Amsterdam was de codenaam voor een geallieerde operatie in de buurt van Tri Duby in Slowakije. 

## Geschiedenis
In september 1944 werd de operatie gelanceerd en had als doel het door de lucht bevoorraden van Slowaakse en Russische partizanen in de omgeving. Daarnaast werden er geallieerde krijgsgevangenen uit Slowakije geëvacueerd.